# توربوکمپرسور

نمودار توربین گازی با کمپرسور محوری

توربوکمپرسور (به آلمانی: Turbokompressor) کمپرسوری است که از دو قسمت اصلی تشکیل یافته‌است؛ یک کمپرسور و یک توربین گاز که روی یک شفت (محور) سوار شده‌اند یا توسط گیربکس به هم متصل شده‌اند. هدف از استفادهٔ توربوکمپرسور، تولید گاز فشاربالا برای کاربردهای مختلف است. از توربوکمپرسور زمانی استفاده می‌شود که برای راندن کمپرسور، به برق دسترسی نباشد یا مقرون‌به‌صرفه نباشد.

## کاربردها
از توربوکمپرسور زمانی که به یک جریان گاز پرفشار نیاز باشد استفاده می‌شود.
- در کوره‌های صنعتی صنایع فولاد
- در صنایع برای مایع‌سازی هوا یا گازهای دیگر
- در پالایشگاه‌ها و مجتمع‌های پتروشیمی
- برای ایجاد فشار در ایستگاه‌های انتقال گاز